# Cornelis Schut III

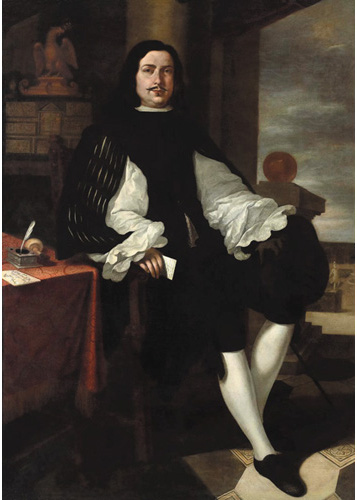
Portrét Juana Bautisty Priaroggia

Cornelis Schut III, či také Cornelis Escut III, Cornelis Schut III, Cornelio Schut el Mozo, Cornelio Schut el joven (kolem roku 1629 – 1685) byl malíř, který během celé své umělecké kariéry pracoval ve španělské Seville. Byl jedním z vůdčích vlámských malířů, kteří v té době v Seville působili. Jeho styl byl ovlivněn stylem jiného španělského malíře Bartolomé Estebana Murillo.

## Život
Cornelis Schut se narodil v Antverpách kolem roku 1629. Malovat se učil u svého strýce, významného vlámského malíře Cornelise Schuta. Do španělské Sevilly odcestoval se svým otcem, jenž byl u španělského krále zaměstnán jako inženýr. První záznam o Schutovi v Seville pochází z roku 1653. Již v následujícím roce byl přijat do místního malířského cechu. Pohyboval se v kruhu vlámského sochaře José de Arco a oženil se se sestrou jeho manželky. Pár měl dvě dcery.

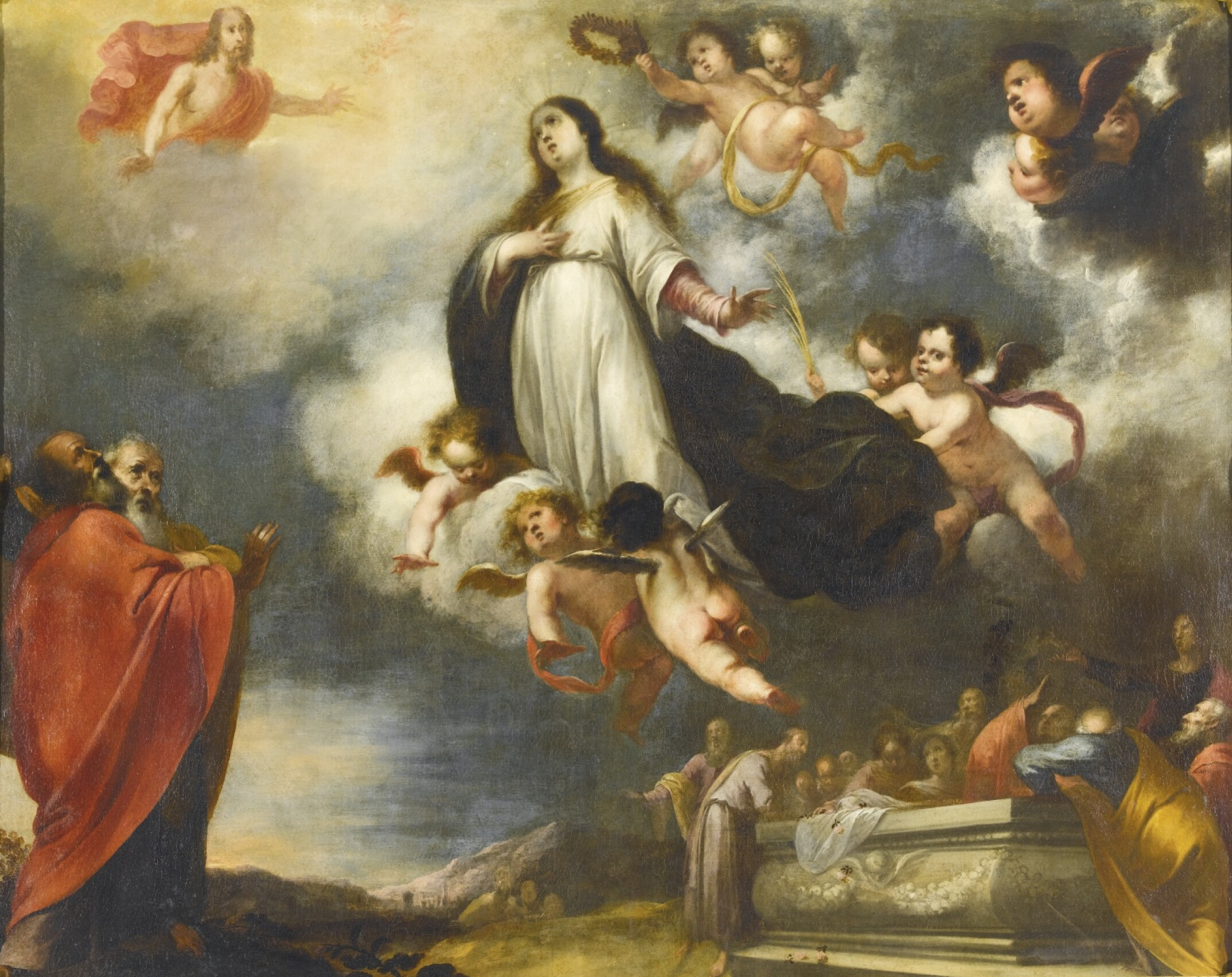
Nanebevzetí Panny Marie (Assumption of the Virgin)

Podpora Josého de Arco napomohla zajistit Schutovi první zakázky. V roce 1655 přijal do své dílny prvního žáka. Cornelis měl více žáků, z nichž mnozí, například Manual Gallardo, José Lopez Chico a Juan Antonop Lopes, se ve své profesní kariéře věnovali polychromii oltářních retáblů. Schutova dílna pracovala pro Cornelisova švagra Josého de Arco při polychromování jeho plastik. V roce 1660 se Schut stal jedním ze zakladatelů španělské umělecké akademie Academia de Bellas Artes v Seville. Na akademii se stal učitelem kresby a v roce 1672 byl zvolen prezidentem této akademie. Spoluprezidenty byli Bartolomé Esteban Murillo a Francisco Herrera mladší. O čtyři roky později byl Schut zvolen znovu. Byl jedním z nejvýznamnějších přispěvatelů akademie, často vyplácel odměnu uměleckým modelům z vlastní kapsy, či finančně podporoval některé žáky.
Zemřel v Seville v roce 1685. I přes svou úspěšnou kariéru zemřel jako chudák, protože léčba bolestivé nemoci, která vedla k jeho smrti, byla velmi nákladná.

## Dílo
Většinu jeho prací lze nalézt v Seville, některá díla jsou v Cádizu a dalších místech ve Španělsku. Pracoval v mnoha žánrech, včetně historických témat, portrétů a zátiší. Většina jeho datovaných děl byla vytvořena v šedesátých letech 17. století. Nezpochybňoval své vlámské kořeny. Udržoval úzké vztahy s uměleckou komunitou v Seville a také s vlámskými a holandskými obchodníky ve městě. Pod vlivem Murillovy tvorby vyvinul styl umírněnější Murillo. Konfluence (splynutí) vlámských a místních uměleckých proudů je hlavním rysem malířství 17. století v Seville. Zachovalo se mnoho Schutových kreseb, jejichž styl živé a plynulé linky má blízko ke stylu Murilla. Tyto kresby také byly často Murillovi přičítány. Hlavní zakázky dostával od Sevillské katedrály. Kromě toho dostával mnoho zakázek od soukromých osob a obchodníků. Tím se vysvětluje rozmanitost žánrů, v nichž pracoval. Namaloval mnoho verzí Neposkvrněného početí, což je téma, ve kterém Schut ukazuje silnou podobnost s Murillovým ikonografickým zpracováním tohoto tématu.